# Calyptranthes cristalensis
Calyptranthes cristalensis är en myrtenväxtart som beskrevs av Attila L. Borhidi. Calyptranthes cristalensis ingår i släktet Calyptranthes och familjen myrtenväxter. Inga underarter finns listade i Catalogue of Life.